# Zsuzsa Polgárová
Zsuzsa Polgárová (maďarsky Zsuzsanna Polgár, anglicky Susan Polgar, * 19. dubna 1969, Budapešť, Maďarsko) je maďarská šachistka, mistryně světa v šachu z let 1996 až 1999.

## Tituly
V roce 1982 získala titul WIM, v roce 1984 titul mezinárodního mistra (IM). V roce 1991 získala titul velmistra (GM). V roce 2004 ji byl udělen titul FIDE Senior trenér a v roce 2015 titul FIDE Arbiter.

## Soutěže jednotlivkyň
Vyhrála Mistrovství světa v šachu žen v roce 1996 a přerušila tak panování Sie Ťün. Titul v roce 1999, kdy se jí v březnu narodil syn Tom, neobhajovala a přišla o něj, protože se s FIDE nedohodla na podmínkách zápasu.

## Soutěže družstev
Na čtyřech šachových olympiádách žen získala celkem 43,5 bodů z 56 partií, když ani jednou neprohrála.
| Rok  | Družstvo | Olympiáda | Místo    | Deska | ELO  | Počet bodů | Odehráno partií | pořadí na šachovnici | pořadí družstvo |
| ---- | -------- | --------- | -------- | ----- | ---- | ---------- | --------------- | -------------------- | --------------- |
| 1988 | Maďarsko | 28.       | Soluň    | 1.    | 2490 | 10,0       | 8               | 1.+2.                | 2.              |
| 1990 | Maďarsko | 29.       | Novi Sad | 1.    | 2510 | 11,5       | 10              | 3.+2.                | 2.              |
| 1994 | Maďarsko | 31.       | Moskva   | 1.    | 2550 | 8,5        | 11,0            | 3.+1.                | 1.              |
| 2004 | USA      | 36.       | Calvià   | 1.    | 2567 | 11,5       | 7               | 3.                   | 1.              |